# Mena de ferro

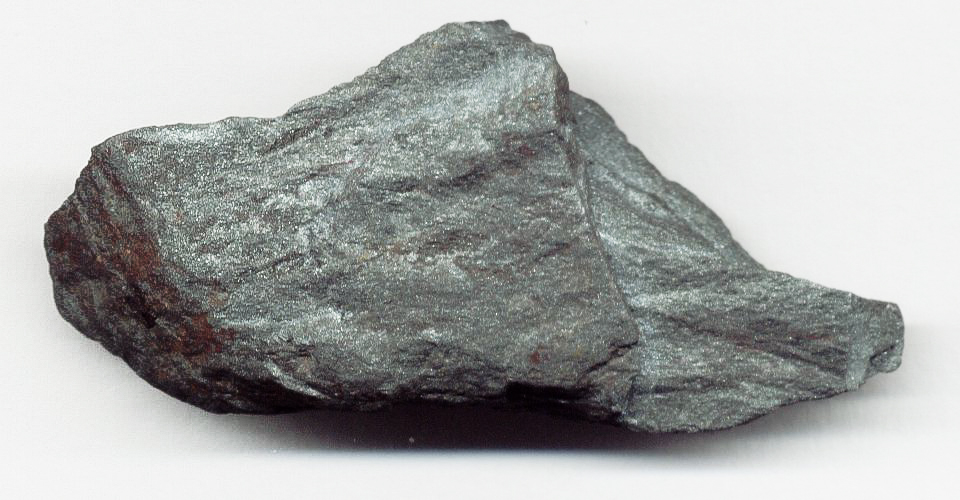
L'hematita: principal mena de ferro a les mines del Brasil

Les menes de ferro són les roques i minerals de les quals es pot extreure, de manera econòmica, ferro metàl·lic. Les menes generalment són riques en òxids de ferro i el seu color varia des de gris fos, groc brillant, porpra fosc a vermell rovellat. el ferro es pot trobar normalment en forma de magnetita, hematita, goethita, limonita o siderita. L'hematita en alguns casos pot contenir fins a un 66% de ferro. El 98% de les menes de ferro es fan servir per produir acer. El ferro és el metall més usat en l’àmbit mundial - l'acer, del qual les menes de ferro són l'ingredient principal, representa gairebé el 95% de tot els metalls que es fan servir cada any.
La mineria del ferro implica moure enormes quantitats de mena de ferro i residus durant el procés d'extracció. Els residus provenen de dues fonts, roca mare de la mina que no és mena de ferro, i minerals no desitjats, és a dir, les escòries i impureses (ganga). Els primers són trets de la mina i apilonats, mentre que la ganga se separa durant el procés de reducció (també es pot usar el terme beneficiar, que en la metal·lúrgia, però, té dues accepcions).
La mineria de ferro és un negoci amb un marge econòmic baix, ja que el ferro té un valor econòmic significativament més baix que els metalls bàsics. Necessita una inversió de capital alta i cal una inversió en infraestructures com la de ferrocarril per a transportar la mena de ferro a un port de mar o una altra destinació. Per aquest motiu la mineria de ferro està concentrada en poques empreses.

### Formacions de ferro en bandes
Les formacions de ferro en bandes (BIF) són roques sedimentàries que han patit una metamorfosi posterior, estan compostes predominantment per minerals de ferro i sílice, el mineral de ferro que presenten pot ser la siderita però els utilitzats com a mena contenen els òxids d'hematita o magnetita. Aquestes formacions de ferro en bandes es coneixen com a taconita. El percentatge de ferro econòmic per la magnetita està al voltant del 25%.

## Producció i consum
| Estat         | Producció |
| ------------- | --------- |
| Xina          | 820       |
| Austràlia     | 470       |
| Brasil        | 250       |
| Índia         | 150       |
| Rússia        | 105       |
| Ucraïna       | 73        |
| Estats Units  | 54        |
| Sud-àfrica    | 40        |
| Iran          | 35        |
| Canadà        | 33        |
| Suècia        | 24        |
| Veneçuela     | 20        |
| Kazakhstan    | 15        |
| Mauritània    | 11        |
| Altres països | 43        |
| Total mundial | 1690      |